# Lee Su-jeong
Lee Su-jeong (hangul: 이수정 (); Gwangju, 6 de julio de 1992), también conocida como Baby Soul, es una cantante surcoreana, conocida por haber sido miembro del grupo femenino surcoreano Lovelyz, bajo la compañía discográfica Woollim Entertainment. Lanzó su primer sencillo digital en solitario llamado "Stranger" el 23 de noviembre de 2011, antes de debutar como miembro de Lovelyz en noviembre de 2014.
Tras la disolución de Lovelyz en noviembre de 2021, Lee fue la única de todas las miembros que renovó su contrato con Woollim, y comenzó su carrera en solitario bajo su nombre de nacimiento Lee Su-jeong. Más tarde, Lee lanzó su primer EP en solitario titulado My Name.

## Carrera

### 2011-2013: Inicios de su carrera
Lee hizo su primera aparición como cantante invitada en el álbum de estudio debut Over the Top del grupo masculino surcoreano Infinite, más concretamente en la canción "Crying". Más tarde, hizo su debut como solista el 26 de noviembre de 2011 bajo el nombre artístico de Baby Soul, con su primer sencillo "Stranger", con el solista Wheesung. El 18 de enero de 2012, Lee lanzó su segundo sencillo, "She's a Flirt", un dueto con su compañera de entrenamiento de Woollim Entertainment Yoo Ji-a.

### 2014-2021: Lovelyz

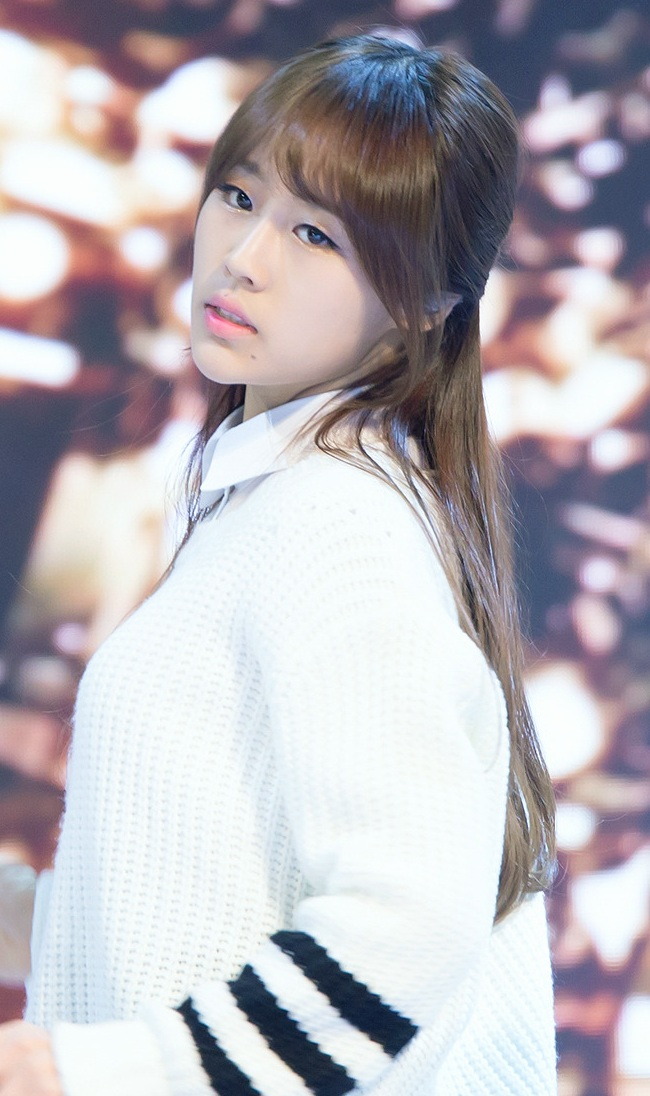
Lee Su-jeong en 2014

El 12 de noviembre de 2014, Lee debutó como líder del primer grupo femenino de Woollim Entertainment, Lovelyz. El álbum debut del grupo, Girls' Invasion, se lanzó el 17 de noviembre, junto con su sencillo principal titulado "Candy Jelly Love".
El 23 de abril de 2019, Lee lanzó un sencillo en solitario titulado "A Piece of Moon".
El 1 de noviembre de 2021, Woollim Entertainment anunció que todos los miembros de Lovelyz, excepto Baby Soul, habían decidido no renovar sus contratos, los cuales finalizaron el 16 de noviembre, provocando la disolución del grupo. El 17 de noviembre, Woolim Entertainment anunció oficialmente que Baby Soul decidió comenzar a usar su nombre de nacimiento Lee Su-jeong para sus futuros proyectos y lanzamientos.

### 2022-presente: Debut en solitario y actividades en solitario
El 19 de abril de 2022, se anunció que Lee lanzaría su EP debut titulado My Name el 23 de abril, con la canción principal "Walking Through The Moon". Además, Lee realizó su primera gira en solitario, que duró del 5 al 19 de mayo.
El 19 de diciembre de 2022, Lee lanzó el sencillo navideño "The Miracle of Christmas", en colaboración con el cantante LEEWOO.

## Discografía

### Extended plays
| Título  | Detalles | Posiciones más altas en los gráficos | Ventas       |
| Título  | Detalles | COR                                  | Ventas       |
| ------- | --- | ------------------------------------ | ------------ |
| My Name | - Lanzamiento: 26 de abril de 2022 - Etiqueta: Woollim Entertainment - Formatos: CD, descarga digital, streaming | 49                                   | - COR: 1,735 |

### Sencillos
| Título | Año                    | Posiciones más altas en los gráficos | Posiciones más altas en los gráficos | Álbum                       |
| Título | Año                    | COR                                  | COR Hot                              | Álbum                       |
| Como artista principal                                                                                         | Como artista principal | Como artista principal               | Como artista principal               | Como artista principal      |
| --- | ---------------------- | ------------------------------------ | ------------------------------------ | --------------------------- |
| "Stranger" (남보다 못한 사이)                                                                                  | 2011                   | —                                    | —                                    | Girls' Invasion             |
| "A Piece Of Moon" (조각달)                                                                                     | 2019                   | —                                    | —                                    | Sencillo sin álbum          |
| "Walking Through The Moon" (달을 걸어서)                                                                       | 2022                   | —                                    | —                                    | My Name                     |
| "삐에로는 우리보고 웃지"                                                                                       | 2024                   | —                                    | —                                    | Sencillo sin álbum          |
| Como artista invitada                                                                                          |                        |                                      |                                      |                             |
| "Crying" (Infinite H feat. Baby Soul)                                                                          | 2011                   | —                                    | —                                    | Over the Top                |
| "Fly High" (Infinite H feat. Baby Soul)                                                                        | 2013                   | —                                    | —                                    | Fly High                    |
| Colaboraciones                                                                                                 |                        |                                      |                                      |                             |
| "She's A Flirt" (그녀는 바람둥이야) (con Yoo Ji-A (feat. Jang Dongwoo de Infinite))                            | 2012                   | —                                    | —                                    | Sencillos sin álbum         |
| "Under The Sky of Suncheon" (순천의 하늘 아래에서) (con Ryu Su-jeong (Lovelyz), TAG y Joo-chan (Golden Child)) | 2021                   | —                                    | —                                    | Sencillos sin álbum         |
| "The Miracle Of Christmas" (크라스마스 기적) (con LEEWOO)                                                      | 2022                   | —                                    | —                                    | Sencillos sin álbum         |
| Apariciones en bandas sonoras                                                                                  |                        |                                      |                                      |                             |
| "Clean" (오늘도 맑음) (con Ryu Su-jeong (Lovelyz))                                                             | 2016                   | —                                    | —                                    | Second to Last Love OST     |
| "Loving You" (con Mijoo y JIN (Lovelyz))                                                                       | 2020                   | —                                    | —                                    | Do Do Sol Sol La La Sol OST |
| "—" indica los lanzamientos que no entraron en las listas o que no se lanzaron en esa región.                  |                        |                                      |                                      |                             |